# Svartfläckig glatthaj
Svartfläckig glatthaj (Mustelus punctulatus) är en haj som finns i och omkring Medelhavet.

## Utseende
Svartfläckiga glatthajen är en långsmal haj, vanligtvis grå med svarta prickar och ljusare buk. Likt de flesta hundhajar har den platta tänder som sitter tätt ihop så de bildar en nästan slät yta, troligen avsedd att krossa bytesdjurens skal med. Honan blir könsmogen vid en längd av omkring 60 cm, hanen vid 50 till 55 cm. Maxlängden är omkring 1 m. Arten är lik sin nära släkting sydlig hundhaj och förväxlas ofta med denna.

## Vanor
Arten lever på kontinentalhyllans bottnar, och går ner till omkring 200 m över sand- och grusbottnar, gärna bevuxna med sjögräs. Litet är känt om artens biologi, men med anledning av tändernas utseende antar man att den lever på kräftdjur. Den föder troligtvis levande ungar, med en längd av strax över 30 cm vid födseln.

## Utbredning
Den svartfläckiga glatthajen finns i Medelhavet (dock med undantag av Svarta havet) och i Nordafrika till Västsahara. Den förefaller att vara sällsynt i norra Medelhavet, men vanligare i södra delen, och mycket allmän vid Tunisiens och Libyens kuster.